# 髙井俊
髙井 俊（たかい すぐる、1995年8月22日 - ）は、新潟県見附市出身の元プロ野球選手（投手）。右投右打。NPBでは育成選手であった。

## 経歴
父親はアマチュア野球で審判を務めていた。小学校2年生の時に野球を始め、中学時代は軟式野球部に所属。中学生で野球をやめるつもりだったが、両親からの勧めもあり、親元を離れて宮城県の東北高等学校に進学し、野球を続けた。
高校時代は、自身の失態による練習不許可や不慮の事故による負傷などがあり、なかなか主力選手の一員になれなかった。3年生時には全国高等学校野球選手権宮城大会に出場するも4回戦で敗退。「自分のレベルではついて行けない」という理由で大学野球部からの勧誘を断り、実家に戻って長岡市の調理師学校に入学。その後は、調理師の勉強の傍ら、趣味の一環としてクラブチームや草野球など3チーム掛け持ちで軟式野球を続けていたが、助っ人として登板した国民体育大会の予選で北陸ガスに敗退したことをきっかけに、NPBを目指す決意をする。
2014年11月、ベースボール・チャレンジ・リーグのトライアウトを受験し、新潟アルビレックス・ベースボール・クラブから指名を受けて入団。入団後、普通のフォームでは力が入らず不安定だったためにインターネットなどで新しいフォームを探した末、野茂英雄を参考にしたトルネード投法にフォームを変え、速球は152km/hを計測した。新潟では2シーズンで53試合に登板し、1勝4敗6セーブの成績を残した。
2016年10月20日に行われたドラフト会議にて読売ジャイアンツから育成1位指名され、支度金200万円、年俸240万円、背番号011で仮契約した。
2018年の春季キャンプの紅白戦中に右肘を負傷し、軟骨の一部を損傷。1年2ヶ月に及ぶ長期のリハビリ生活を送り、2019年3月下旬にようやく投球練習を再開し、4月下旬に実戦復帰。右肘への負担を考慮し、リハビリ期間からトルネード投法を封印していたが、5月29日のファーム交流戦より元のトルネード投法に戻している。同年オフ、育成3年目であったため、一度自由契約を経て再度育成選手契約を結んだ。
2020年8月にテレビ番組で髙井のトルネード投法が紹介され、注目を集めた。三軍戦にチーム最多の22試合登板、61回2/3を投げたが5勝3敗、防御率4.23と成績は振るわず、二軍公式戦への登板は1試合のみにとどまった。11月2日、戦力外通告を受けた。
2021年からは社会人野球チーム・ジェイファムに加入してプレーを継続していたが、同部は2023年をもって休部した。

## 選手としての特徴
野茂英雄そっくりのトルネード投法から繰り出す最速153kmのストレートを得意とする。

## 人物
新潟時代の監督であった赤堀元之は、「ストイックで負けず嫌いの性格は、あきらかにプロ向き」と評していた。
専門学校時代に調理師免許を取得しており、栄養面を考えて自炊している。

## 詳細情報

### 年度別投手成績
- 一軍公式戦出場なし

### 独立リーグでの投手成績
| 年 度     | 球 団     | 登 板 | 勝 利 | 敗 戦 | セ 丨 ブ | 完 投 | 勝 率 | 投 球 回 | 打 者 | 被 安 打 | 被 本 塁 打 | 奪 三 振 | 与 四 球 | 与 死 球 | 失 点 | 自 責 点 | 暴 投 | ボ 丨 ク | 防 御 率 | W H I P |
| --------- | --------- | ----- | ----- | ----- | -------- | ----- | ----- | -------- | ----- | -------- | ----------- | -------- | -------- | -------- | ----- | -------- | ----- | -------- | -------- | ------- |
| 2015      | 新潟      | 19    | 1     | 1     | 0        | 0     | .500  | 20.2     | 89    | 19       | 3           | 20       | 11       | 0        | 11    | 10       | 1     | 2        | 4.35     | 1.45    |
| 2016      | 新潟      | 34    | 0     | 3     | 6        | 0     | .000  | 37.0     | 168   | 38       | 3           | 37       | 16       | 3        | 24    | 21       | 2     | 0        | 5.11     | 1.46    |
| 通算：1年 | 通算：1年 | 53    | 1     | 4     | 6        | 0     | .200  | 57.2     | 257   | 57       | 6           | 57       | 27       | 3        | 35    | 31       | 3     | 2        | 4.84     | 1.46    |

### 背番号
- 23 （2015年 - 2016年）
- 011 （2017年 - 2020年）

### 登場曲
- 「Over The Rainbow」大原櫻子（2017年）
- 「Beat It」マイケル・ジャクソン（2018年）
- 「プロミスザスター」BiSH（2019年）
- 「夜明けまで強がらなくてもいい」乃木坂46（2020年6月 - 同年終了）